# Stu Douglass
Stuart Douglass, detto Stu (Indianapolis, 31 marzo 1990), è un ex cestista statunitense con cittadinanza israeliana.